# Loučka (district de Vsetín)
Pour les articles homonymes, voir Loučka.
Loučka (en allemand : Lauczka, de 1939 à 1945 : Wies) est une commune du district de Vsetín, dans la région de Zlín, en République tchèque. Sa population s'élevait à 800 habitants en 2020.

## Géographie
Loučka est situé dans les Beskides occidentales, une partie des Carpates occidentales extérieures, dans les collines de Kelčská pahorkatina. Le village est situé au pied du mont Hradiště (604 m) sur une colline au-dessus des vallées des ruisseaux Loučka et Komarník. À l'est s'élèvent les monts Petříkovec (532 m) et Hůrka (557 m), au sud-est le mont Skalka (480 m), au sud le Čertův kámen (612 m) et le mont Hradiště (604 m), au sud-ouest les monts Kunovická Hůrka (587 m) et Vrchá (408 m), et à l'ouest le mont Stráž (433 m). 
Loučka se trouve à 11 km à l'ouest-sud-ouest de Valašské Meziříčí, à 17 km au nord-ouest de Vsetín, à 27 km au nord-nord-est de Zlín et à 255 km à l'est-sud-est de Prague.
La commune est divisée en deux sections séparées par Podolí. La section principale, au nord, est limitée par Kelč au nord, par Police à l'est, par Podolí au sud-est, et par Kunovice au sud-ouest et à l'ouest. La seconde section est limitée par Podolí à l'ouest et au nord, par Mikulůvka à l'est, et par Kateřinice au sud.

## Histoire
La première mention écrite du village date de 1307.

## Administration
La commune se compose de deux quartiers :
- Lázy
- Loučka